# Raja pulchra
Raja pulchra es una especie de pez de la familia de los Rajidae en el orden de los Rajiformes.

## Reproducción
Es ovíparo y las hembras ponen huevos envueltos en una cápsula córnea.

## Hábitat
Es un pez de mar y de Clima templado y demersal que vive entre 15–120 m de profundidad.

## Distribución geográfica
Se encuentra en el Océano Pacífico occidental: el Japón, el Mar de Ojotsk y el Mar de la China Oriental. 

## Observaciones
Es inofensivo para los humanos.